# IHeartMedia
Die iHeartMedia, Inc. ist ein US-amerikanisches Medienunternehmen mit Sitz in San Antonio im US-Bundesstaat Texas. Sie wurde 1972 von Lowry Mays als Clear Channel Communications, Inc. gegründet und verfügt mit seinen Tochterunternehmen im Bereich der Hörfunk- und Fernsehübertragung, Konzertveranstaltung sowie Musikpromotion und Außenwerbung in den USA über einen großen Einfluss. Zu seinen Marken gehört auch die Audiodatei-Plattform Spreaker.
Clear Channel gehören über 858 Radiosender und über 30 Fernsehsender in den Vereinigten Staaten neben anderen Medienunternehmen in anderen Staaten. Das Unternehmen wurde lange von Gründer Lowry Mays und seinen beiden Söhnen Mark und Randall geführt. Clear Channel ist an der New York Stock Exchange unter dem Kürzel CCU gelistet.
Die Bezeichnung clear channel ist ein alter Begriff aus der Radioübertragung und bezeichnet einige frühe Mittelwellenstationen, denen es erlaubt war, rund um die Uhr mit höherer Sendeleistung zu senden. Die Radiostation WOAI in San Antonio war eine von ihnen. Dies ermöglichte es den Clear-Channel-Stationen, landesweit gehört zu werden.

## Geschichte

Altes Clear Channel Communications Logo

iHeartMedia erwarb 1972 die erste UKW-Station in San Antonio, Texas. 1975 folgte der Clear-Channel-Mittelwellensender WOAI.
1986 erwarb Clear Channel die ersten Stationen außerhalb von San Antonio. 1992 lockerte der US-Kongress die Regeln für den Besitz von Radiostationen leicht und erlaubte es Firmen, mehr als zwei Stationen pro Markt zu erwerben. 1995 besaß Clear Channel bereits 43 Radiostationen und 16 Fernsehstationen. 1996 wurden die Gesetze durch den Telecommunications Act erneut gelockert. Clear Channel nutzte die Gelegenheit und erwarb 70 andere Medienunternehmen und einzelne Stationen.

## Marktanteil
Seit den 1990er-Jahren ist iHeartMedia dauerhafter Kritik ausgesetzt. Kritiker werfen iHeart eine Ausnutzung seines Marktanteils vor. Nach den Lockerungen durch den Telecommunications Act gab das Unternehmen knapp 30 Milliarden US$ aus und erwarb bis heute knapp 858 Stationen landesweit, davon bis zu 7 Stationen innerhalb eines Marktes. Trotz Beschwerden von Hörern und Wettbewerbern konnte iHeartMedia nahezu alle Stationen halten.
2017 kündigte iHeartMedia an, die Firma würde einige ihrer Stationen mit Entercom Communications übernehmen. Entercom übernahm CBS Radio und hat damit in einigen Radiomärkten eine von der FCC kritisierte dominate Marktbeherrschung.
Nach iHeart Media sind die sämtlich weit kleineren Firmen Cumulus Media, Salem Media Group und Entercom Konkurrenten auf dem Radiostationen-Markt. iHeart Media ist auf 150 Radiomärkten präsent.

### Bekannte Radio-Stationen

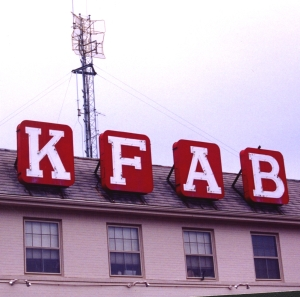
KFAB-Studiogebäude in Omaha, Nebraska

iHeart Media besitzt mittlerweile meist über Subgesellschaften etliche starke Mittelwellensender, viele alte US-Radiostationen und unzählige UKW-Stationen. Dazu gehören:
- WGY, New York
- WLW, Cincinnati, Ohio
- WLAC, Nashville, Tennessee
- WLIT-FM, Chicago, Illinois
- WSIX Nashville, Tennessee
- KWTX, Waco, Texas
- KFAB, Omaha, Nebraska
- KOA, Denver, Colorado
- KEX, Portland, Oregon

## Unternehmensstruktur

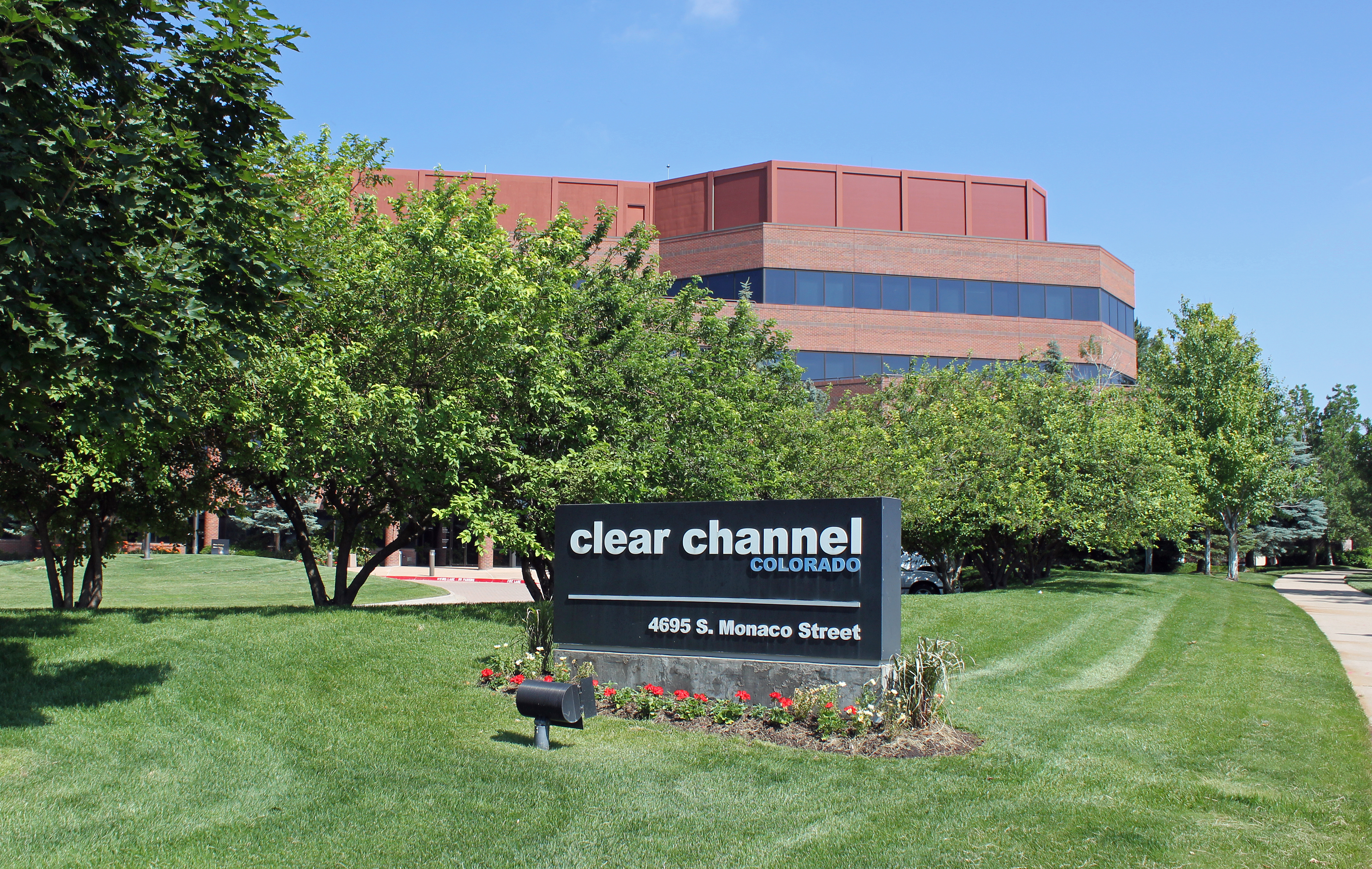
Unternehmenszentrale in Colorado 2014. Noch mit Clear Channel Schild

iHeart Media betreibt und vertreibt folgende Radio-Netzwerke:
- Premiere Networks
  - TheBlaze Radio Network/Mercury Radio Arts
  - Excellence in Broadcasting Network (The Rush Limbaugh Show)
  - Fox Sports Radio
  - Fox News Radio
  - Clear Channel Syndication und Premium Choice
- iHeartRadio Format Lab

## Programme
Der bekannte und umstrittene konservative Talk-Host Rush Limbaugh ist bei Premiere Networks von iHeart Media unter Vertrag. Im Sommer 2016 erneuerte er seinen Vertrag. Limbaugh ist die landesweit meistgehörte Talk-Syndication. Über welchen Zeitraum die „The Rush Limbaugh Show“ bei dem Unternehmen ist, gab Premiere Networks nicht bekannt. iHeart Media leidet unter einem Boykott von Werbekunden der „Rush Limbaugh Show“ im Jahre 2012, nachdem Limbaugh eine Studentin attackiert hatte.

## Kontroversen um iHeart Media

### Nach den Terroranschlägen des 11. September
Nach den Terroranschlägen des 11. Septembers wurde eine Liste mit Liedern erstellt und verbreitet, die während der Zeit des nationalen Gedenkens als unpassend angesehen wurden. Die ursprüngliche, kleine Liste von Liedern, die durch das Büro von Clear Channel erstellt wurde, nahm durch selbstständig vorgenommene Erweiterungen lokaler Programmdirektoren einen beträchtlichen Umfang an. Eine Liste von über 150 Liedern kursierte schnell im Internet. Die Kriterien, nach denen die Lieder ausgewählt wurden, schienen teilweise sehr bizarr. Viele Songs standen nur deshalb auf der Liste, weil sie die Worte fliegen, Flugzeug oder fallen enthielten.
Viele Menschen wunderten sich vor allem, dass John Lennons bekanntes Lied Imagine auf dem Index erschien. Clear Channel dementierte, dass es sich bei der Liste um eine Verbotsliste handle, vielmehr sollten die darin enthaltenen Lieder nur nach genauer Abwägung der Situation gespielt werden. Viele Sender spielten Lieder dieser Liste.

### Abspielverbot und politische Konsequenzen
Nachdem die Country-Musikband Dixie Chicks US-Präsident George W. Bush auf einem Konzert in Großbritannien sehr zur Verärgerung einiger Fans und Politiker öffentlich kritisiert hatte, verbannten die Country-Musik-Stationen von Clear Channel die Dixie Chicks aus ihrem Programm. Clear Channel verlautbarte, dies sei ausschließlich in der Verantwortung der lokalen Programmdirektion, der lokalen DJs und der Fans geschehen. Einige Kritiker behaupten hingegen, dass Clear Channel den Boykott initiiert habe in der Hoffnung, Unterstützung für einige von Clear Channel vorangetriebene Initiativen in Washington zu erhalten und um Musikern klarzumachen, dass Kritik an der Regierung ihrer Karriere schaden könne. Clear Channel dementierte diese Anschuldigungen. Clear Channel war nicht der einzige Radiobetreiber, der ein solches Verbot verhängte; die US-Senderkette Cox Radio tat dies auch.
Die Kontroverse um die Zensur der Dixie Chicks wurde in den Medien breit behandelt: siehe auch Dixie Chicks.

### Howard-Stern-Kontroverse
Nach dem Zwischenfall in der Halbzeitpause des Super Bowls 2004 legte Clear Channel in einer Selbstverpflichtung fest, dass obszönes oder unanständiges Material nicht mehr geduldet würde. Dies führte zur Entlassung einiger Mitarbeiter, darunter bekannte und erfolgreiche Moderatoren einiger Städte. Verteidiger der Meinungsfreiheit wollten dies nicht hinnehmen. Während derselben Zeit wurde die bekannte Radiopersönlichkeit Howard Stern, dessen Show in Syndikation läuft, von sechs Clear-Channel-Stationen aus dem Programm genommen. Diese Entscheidung verursachte ein großes Medienecho. Clear Channels Konkurrent Viacom brachte die Show allerdings in relativ kurzer Zeit wieder in diese Märkte zurück. Diese Maßnahme Clear Channels ist Grund eines noch laufenden Rechtsstreits zwischen Sterns Arbeitgeber Viacom und Clear Channel.

### Ablehnung von Außenwerbung von Kriegsgegnern
2004 verklagte die Organisation Project Billboard Clear Channel auf Vertragsbruch wegen der Ablehnung einer Außenwerbung durch ein Tochterunternehmen von Clear Channel. Das Plakat war gegen die Invasion des Irak durch US-Truppen 2003 gerichtet. Das Plakat war für eine Außenwerbefläche am New Yorker Times Square gedacht und hatte den Slogan Democracy is best taught by example, not by war mit einer roten, weißen und blauen Zeichnung einer Bombe. Clear Channels Vertrag mit Project Billboard erlaubte eine Ablehnung nur bei illegalen oder unmoralischen Anzeigen. Clear Channel verlautbarte, dass das Anzeigenmotiv für die Stadt New York unsensibel sei, da New York Hauptziel der Anschlagswelle des 11. Septembers war. Project Billboard sah in der Ablehnung durch Clear Channel politische Motive. Clear Channel legte den Streit bei, indem es ein abgeändertes Plakatmotiv akzeptierte, das eine Friedenstaube anstatt einer Bombe zeigte.

### Angebliche Unterstützung nach dem Tropensturm Harvey
iHeartMedia will laut dem Branchenmagazin „Radio World“ nach dem Unwettern in Folge des Tropensturms Harvey auf ihren drei UKW-Frequenzen in Corpus Christi das Programm des von ihr in Houston betriebenen Nachrichtenradios KTRH ausgestrahlt haben. Dabei will iHeartMedia mit dem Roten Kreuz kooperiert haben um Hilfsaktivitäten zu koordinieren.
Dem widersprachen Hörer in Kommentaren zu dem Artikel. Demnach war auf dem Höhepunkt der Sturmlage keiner der iHeart Sender in Betrieb. Es habe einzig die Möglichkeit bestanden, das angeblich auf UKW übernommene Programm direkt von der Clear-Channel Station auf Mittelwelle zu hören. Alle Sender aus Corpus Christi waren am 27. und 28. August 2017 von dem Unwetter betroffen.